# Charles de Charritte
Pour les articles homonymes, voir Charritte.
Charles Louis Borromée de Casamajor de Charritte, dit le « comte de Charritte », né le 1er novembre 1733 à Pau, et mort le 20 octobre 1815, est un officier de marine français des XVIIIe et XIXe siècles. Il se distingue pendant la guerre d'indépendance des États-Unis et termine sa carrière avec le grade de vice-amiral, et la grand-croix de l'ordre royal et militaire de Saint-Louis.

## Biographie

### Origines et famille
Charles de Casamajor est issu d'une ancienne famille basco-béarnaise, les Casamajor de Charritte. Son aïeul, Guicharnaud de Casamajor, notaire de Navarrenx puis Trésorier Receveur général du royaume de Navarre, est anobli en 1583 par Henri III de Navarre, futur Henri IV de France. Son arrière-arrière-grand-père, Josué de Casamajor, avait épousé en 1608, Jeanne de Charritte dont le nom est porté par sa descendance selon la coutume du pays de Soule dont elle était originaire. Son grand-père, Jean-Pierre de Casamajor de Charritte sert dans la Marine royale et sera gouverneur de la Martinique
Il est le sixième enfant (quatrième fils) de Charles de Casamajor de Charritte, marquis de Charitte (1701-1780) et de sa femme Marguerite-Françoise d'Andouins. Son père est conseiller (16 juin 1725), puis président à mortier au parlement de Navarre (24 août 1732).

### Carrière dans la Marine royale

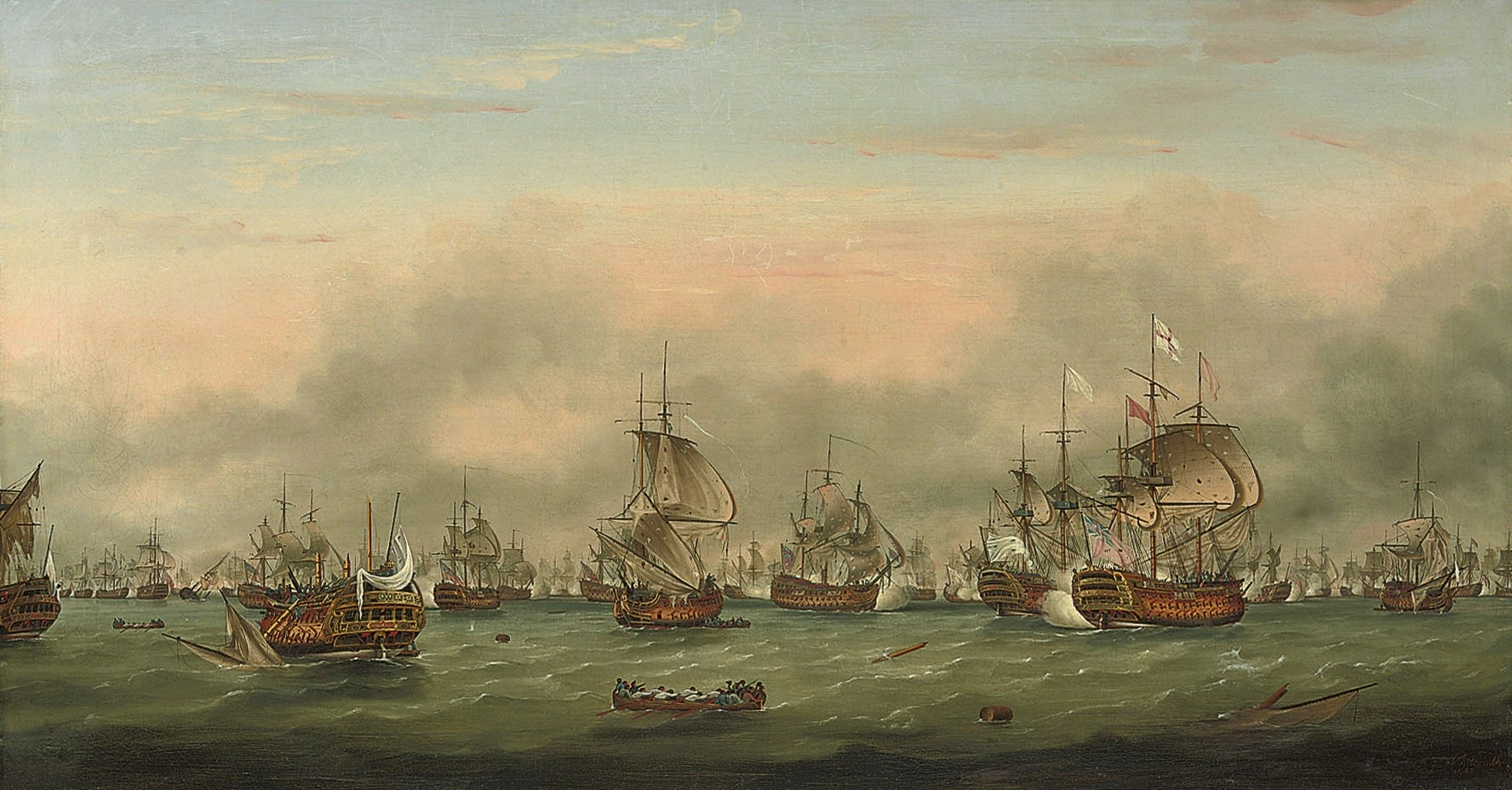
La bataille des Saintes, lors de laquelle s'illustre Charles de Charritte.

Comme son grand-père avant lui, Charles de Casamajor opte pour la carrière des armes au sein du service de mer. Il entre dans la Marine royale et intègre une compagnie de gardes de la Marine en 1749 à l'âge de seize ans. Il est promu enseigne de vaisseau en 1755 peu de temps avant que n'éclate la guerre de Sept Ans. Il est fait Chevalier de l'Ordre royal et militaire de Saint-Louis le 1er janvier 1773.
Le 4 avril 1777, il reçoit un brevet de capitaine de vaisseau, et sert pendant la guerre d'indépendance des États-Unis. Il commande le vaisseau La Bourgogne, 74 canons, le 5 septembre 1781 à la bataille de la baie de Chesapeake, sous les ordres du comte de Grasse. Il se distingue lors de la bataille des Saintes (avril 1782) :

« Le 12 avril, le vaisseau la Bourgogne, placé sous le commandement du chevalier de Charitte, participe au malheureux combat des Saintes, non loin de la Dominique. Durant cette bataille qui vit la destruction du vaisseau amiral Ville de Paris et la capture de l’amiral de Grasse, la Bourgogne tint un rôle brillant et la conduite du capitaine de Charitte reçut l’approbation générale. À 5 heures 30, il était à moins d’un mille sous le vent de la Ville de Paris, et quant l’arrière-garde eut viré, son vaisseau fut celui qui se tint le plus près de l’amiral. Le vaisseau fut toutefois abordé par le Duc de Bourgogne.
À l’issue de ce combat, les Anglais félicitèrent Charitte de son héroïsme, en l’appelant « le brave capitaine du vaisseau noir », car il avait résisté brillamment jusqu’à la nuit et avait évité la perte de plusieurs vaisseaux français en les protégeant de son feu. Ces faits vinrent bien plus tard à la connaissance des Élus généraux de Bourgogne. Un décret du 6 août 1784 renferme des remerciements au chevalier de Charitte « pour la gloire que le vaisseau La Bourgogne a acquise sous ses ordres, et notamment à la journée du 12 avril 1782. Cette décision fut adressée par les Élus généraux de Bourgogne au Maréchal de Castries, alors ministre de la Marine avec prière de l’insérer dans la Gazette de France, ce qui fut fait. »

Il est promu brigadier des armées navales, le 30 septembre 1784, puis chef d'escadre des armées navales le 1er octobre de la même année et Commandeur de Saint-Louis. Il est nommé directeur général du port de Rochefort et continue à servir dans la Marine après la Révolution. Du 1er mai 1786 au 15 mars 1792, il est le commandant de la 9e escadre. Il est nommé contre-amiral (grade équivalent à celui de chef d'escadre) le 1er janvier 1792, avant d'être déchu de ses fonctions le 31 décembre de la même année. En 1798, il siège au Conseil de la Marine. Il est fait chevalier de la Légion d'honneur le 1er mai 1808. Il prend sa retraite le 6 juillet 1814 avec le grade de vice-amiral et est fait Grand-croix de Saint-Louis le 7 décembre.
Il meurt le 20 octobre 1815 à l'âge de 82 ans, dont soixante-cinq passés au service dans la Marine de guerre.

### Franc-Maçonnerie
Il est initié dans une loge inconnue, affiliée à L'Heureuse Rencontre de Brest, le 14 février 1763 se disant alors « lieutenant de vaisseau ». Il est reçu « Parfait Élu Écossais » en présence du prince de Rohan la 12 janvier 1765.

### Sources et bibliographie
- Rabbe, Boisjoslin, Sainte-Preuve, Biographie universelle et portative des contemporains sur Google Livres, Paris, 1836, p. 899
- Association ponantaise d'histoire maritime (APHM), Dictionnaire des marins francs-maçons, gens de mer et professions connexes… sur Google Livres, Éditions L'Harmattan, 2011, p. 114
- Étienne Taillemite (nouvelle édition revue et augmentée), Dictionnaire des marins français, Paris, éditions Tallandier, 2002, 573 p. (ISBN 2-84734-008-4)